# 鲍里斯·柴可夫斯基
鲍里斯·亚历山德罗维奇·柴可夫斯基（俄语：Бори́с Алекса́ндрович Чайко́вский，1925年9月10日—1996年2月7日），苏联作曲家。他与俄国作曲家彼得·伊里奇·柴可夫斯基并无關係。他曾师从舍巴林以及米亚斯科夫斯基，还有蕭斯塔科维奇。作品兼有现代派风格和民族气息。写有很多传统题材作品以及电影配乐。

## 荣誉
- 苏联国家奖（1969年）
- 俄罗斯苏维埃联邦社会主义共和国功勋艺术工作者（1969年9月30日）
- 俄罗斯苏维埃联邦社会主义共和国人民艺术家（1982年5月17日）
- 苏联人民艺术家（1985年10月5日）